# Leptoclinides apertus
Leptoclinides apertus är en sjöpungsart som beskrevs av Monniot 1989. Leptoclinides apertus ingår i släktet Leptoclinides och familjen Didemnidae. Inga underarter finns listade i Catalogue of Life.